# Svédország az 1988. évi téli olimpiai játékokon
Svédország a kanadai Calgaryban megrendezett 1988. évi téli olimpiai játékok egyik részt vevő nemzete volt. Az országot az olimpián 9 sportágban 67 sportoló képviselte, akik összesen 6 érmet szereztek.

## Érmesek
| Érem  | Versenyző | Sportág        | Versenyszám                  |
| ----- | --- | -------------- | ---------------------------- |
| Arany | Gunde Svan | Sífutás        | Férfi 50 km                  |
| Arany | Torgny Mogren Jan Ottosson Gunde Svan Thomas Wassberg | Sífutás        | Férfi 4 × 10 km váltó        |
| Arany | Tomas Gustafson | Gyorskorcsolya | Férfi 5000 m                 |
| Arany | Tomas Gustafson | Gyorskorcsolya | Férfi 10 000 m               |
| Bronz | Lars-Börje Eriksson | Alpesisí       | Férfi szuperóriás-műlesiklás |
| Bronz | Nemzeti válogatott Mikael Andersson Peter Andersson Peter Åslin Bo Berglund Anders Bergman Jonas Bergqvist Thomas Eklund Anders Eldebrink Peter Eriksson Thomas Eriksson Michael Hjälm Lars Ivarsson Mikael Johansson Lars Karlsson Mats Kihlström Peter Lindmark Lars Molin Jens Öhling Lars Gunnar Pettersson Thomas Rundqvist Tommy Samuelsson Ulf Sandström Karl Håkan Södergren | Jégkorong      | Férfi                        |

## Alpesisí
Férfi
| Versenyző             | Versenyszám            | 1. futam | 1. futam | 2. futam      | 2. futam      | Összesítés    | Összesítés    |
| Versenyző             | Versenyszám            | Idő      | Hely.    | Idő           | Hely.         | Idő           | Helyezés      |
| --------------------- | ---------------------- | -------- | -------- | ------------- | ------------- | ------------- | ------------- |
| Lars-Börje Eriksson   | Lesiklás               |          |          |               |               | 2:05,02       | 27.           |
| Lars-Börje Eriksson   | Szuperóriás-műlesiklás |          |          |               |               | 1:41,08       |               |
| Lars-Göran Halvarsson | Műlesiklás             | 53,33    | 16.      | kizárták      | kizárták      | kiesett       | kiesett       |
| Niklas Henning        | Lesiklás               |          |          |               |               | 2:05,52       | 30.           |
| Niklas Henning        | Szuperóriás-műlesiklás |          |          |               |               | nem ért célba | nem ért célba |
| Niklas Lindqvist      | Lesiklás               |          |          |               |               | 2:09,41       | 40.           |
| Niklas Lindqvist      | Szuperóriás-műlesiklás |          |          |               |               | 1:44,88       | 20.*          |
| Jonas Nilsson         | Műlesiklás             | 51,44    | 2.       | 48,79         | 11.           | 1:40,23       | 6.            |
| Jonas Nilsson         | Óriás-műlesiklás       | 1:07,58  | 22.      | 1:04,40       | 18.           | 2:11,98       | 21.           |
| Ingemar Stenmark      | Műlesiklás             | 52,71    | 11.      | 47,51         | 1.            | 1:40,22       | 5.            |
| Ingemar Stenmark      | Óriás-műlesiklás       | 1:08,49  | 30.      | nem ért célba | nem ért célba | kiesett       | kiesett       |
| Jörgen Sundqvist      | Óriás-műlesiklás       | 1:07,68  | 25.      | 1:04,43       | 19.           | 2:12,11       | 22.           |
| Johan Wallner         | Műlesiklás             | 54,05    | 20.      | nem ért célba | nem ért célba | kiesett       | kiesett       |
| Johan Wallner         | Óriás-műlesiklás       | 1:06,84  | 17.      | 1:04,46       | 20.           | 2:11,30       | 16.           |

| Versenyző           | Versenyszám | Lesiklás | Lesiklás | Lesiklás | Műlesiklás    | Műlesiklás    | Műlesiklás    | Műlesiklás    | Műlesiklás | Műlesiklás | Műlesiklás | Összesítés | Összesítés |
| Versenyző           | Versenyszám | Lesiklás | Lesiklás | Lesiklás | 1. futam      | 1. futam      | 2. futam      | 2. futam      | Össz.      | Össz.      | Össz.      | Összesítés | Összesítés |
| Versenyző           | Versenyszám | Idő      | Pont     | Hely.    | Idő           | Hely.         | Idő           | Hely.         | Idő        | Pont       | Hely.      | Pont       | Helyezés   |
| ------------------- | ----------- | -------- | -------- | -------- | ------------- | ------------- | ------------- | ------------- | ---------- | ---------- | ---------- | ---------- | ---------- |
| Lars-Börje Eriksson | Összetett   | 1:49,52  | 28,92    | 9.       | nem ért célba | nem ért célba | kiesett       | kiesett       | kiesett    | kiesett    | kiesett    | kiesett    | kiesett    |
| Niklas Henning      | Összetett   | 1:51,16  | 47,02    | 23.      | 46,11         | 17.           | 45,06         | 15.           | 1:31,17    | 49,23      | 15.        | 96,25      | 10.        |
| Niklas Lindqvist    | Összetett   | 1:56,63  | 107,40   | 39.      | 46,02         | 16.           | nem ért célba | nem ért célba | kiesett    | kiesett    | kiesett    | kiesett    | kiesett    |

Női
| Versenyző                 | Versenyszám      | 1. futam      | 1. futam      | 2. futam      | 2. futam      | Összesítés | Összesítés |
| Versenyző                 | Versenyszám      | Idő           | Hely.         | Idő           | Hely.         | Idő        | Helyezés   |
| ------------------------- | ---------------- | ------------- | ------------- | ------------- | ------------- | ---------- | ---------- |
| Monika Äijä               | Műlesiklás       | nem ért célba | nem ért célba | kiesett       | kiesett       | kiesett    | kiesett    |
| Monika Äijä               | Óriás-műlesiklás | nem ért célba | nem ért célba | kiesett       | kiesett       | kiesett    | kiesett    |
| Kristina Andersson        | Műlesiklás       | nem ért célba | nem ért célba | kiesett       | kiesett       | kiesett    | kiesett    |
| Kristina Andersson        | Óriás-műlesiklás | 1:04,01       | 32.           | 1:11,08       | 21.*          | 2:15,09    | 22.        |
| Catharina Glassér-Bjerner | Műlesiklás       | 50,88         | 12.           | nem ért célba | nem ért célba | kiesett    | kiesett    |
| Catharina Glassér-Bjerner | Óriás-műlesiklás | 1:03,17       | 28.           | nem ért célba | nem ért célba | kiesett    | kiesett    |
| Camilla Nilsson           | Műlesiklás       | 48,82         | 2.            | nem ért célba | nem ért célba | kiesett    | kiesett    |
| Camilla Nilsson           | Óriás-műlesiklás | 1:00,96       | 11.           | nem ért célba | nem ért célba | kiesett    | kiesett    |

* - egy másik versenyzővel azonos eredményt ért el

## Biatlon
| Versenyző                                                 | Versenyszám      | Lövőhiba      | Időeredmény   | Helyezés      |
| --------------------------------------------------------- | ---------------- | ------------- | ------------- | ------------- |
| Leif Andersson                                            | 10 km sprint     | 4             | 28:48,9       | 57.           |
| Leif Andersson                                            | 20 km egyéni     | 5             | 1:03:27,3     | 37.           |
| Mikael Löfgren                                            | 10 km sprint     | 1             | 27:01,0       | 22.           |
| Mikael Löfgren                                            | 20 km egyéni     | 7             | 1:05:12,0     | 51.           |
| Peter Sjödén                                              | 10 km sprint     | 2             | 28:13,3       | 47.           |
| Peter Sjödén                                              | 20 km egyéni     | 3             | 1:02:07,8     | 31.           |
| Roger Westling                                            | 10 km sprint     | 4             | 28:24,8       | 54.           |
| Roger Westling                                            | 20 km egyéni     | nem ért célba | nem ért célba | nem ért célba |
| Peter Sjödén Mikael Löfgren Roger Westling Leif Andersson | 4 × 7,5 km váltó | 3             | 1:29:11,9     | 7.            |

## Bob
| Versenyző                         | Versenyszám | 1. futam | 1. futam | 2. futam | 2. futam | 3. futam | 3. futam | 4. futam | 4. futam | Összesítés | Összesítés |
| Versenyző                         | Versenyszám | Idő      | Hely.    | Idő      | Hely.    | Idő      | Hely.    | Idő      | Hely.    | Idő        | Helyezés   |
| --------------------------------- | ----------- | -------- | -------- | -------- | -------- | -------- | -------- | -------- | -------- | ---------- | ---------- |
| Per-Anders Persson Rolf Åkerström | Kettes      | 58,40    | 16.      | 59,99    | 14.      | 1:00,99  | 17.*     | 59,71    | 13.      | 3:59,09    | 14.        |

* - egy másik csapattal azonos eredményt ért el

## Gyorskorcsolya
Férfi
| Versenyző       | Versenyszám | Eredmény      | Helyezés      |
| --------------- | ----------- | ------------- | ------------- |
| Claes Bengtsson | 500 m       | 38,66         | 32.           |
| Claes Bengtsson | 1000 m      | 1:15,07       | 21.           |
| Claes Bengtsson | 1500 m      | 1:55,16       | 13.           |
| Per Bengtsson   | 5000 m      | 6:57,05       | 19.           |
| Tomas Gustafson | 5000 m      | 6:44,63       |               |
| Tomas Gustafson | 10 000 m    | 13:48,20      |               |
| Göran Johansson | 500 m       | 37,69         | 18.*          |
| Göran Johansson | 1000 m      | 1:16,33       | 30.           |
| Joakim Karlberg | 1500 m      | nem ért célba | nem ért célba |
| Joakim Karlberg | 5000 m      | 7:02,30       | 30.           |
| Joakim Karlberg | 10 000 m    | 14:22,94      | 12.           |
| Hans Magnusson  | 500 m       | 38,60         | 30.           |
| Hans Magnusson  | 1000 m      | 1:15,79       | 27.           |
| Hans Magnusson  | 1500 m      | 1:56,44       | 24.           |

Női
| Versenyző    | Versenyszám | Eredmény | Helyezés |
| ------------ | ----------- | -------- | -------- |
| Jasmin Krohn | 500 m       | 42,81    | 28.      |
| Jasmin Krohn | 3000 m      | 4:25,06  | 10.      |
| Jasmin Krohn | 5000 m      | 7:36,56  | 8.       |

* - egy másik versenyzővel azonos eredményt ért el

## Jégkorong
| Svéd férfi jégkorongcsapat-játékoskeret                                                                                                | Svéd férfi jégkorongcsapat-játékoskeret                                                                                                 | Svéd férfi jégkorongcsapat-játékoskeret                                                                                          |
| --- | --- | --- |
| - Mikael Andersson - Peter Andersson - Peter Åslin - Bo Berglund - Anders Bergman - Jonas Bergqvist - Thomas Eklund - Anders Eldebrink | - Peter Eriksson - Thomas Eriksson - Michael Hjälm - Lars Ivarsson - Mikael Johansson - Lars Karlsson - Mats Kihlström - Peter Lindmark | - Lars Molin - Jens Öhling - Lars Gunnar Pettersson - Thomas Rundqvist - Tommy Samuelsson - Ulf Sandström - Karl Håkan Södergren |

### Eredmények
A csoport
| Csapat        | M | Gy | D | V | G+ | G– | Gk  | P |
| ------------- | - | -- | - | - | -- | -- | --- | - |
| Finnország    | 5 | 3  | 1 | 1 | 22 | 8  | +14 | 7 |
| Svédország    | 5 | 2  | 3 | 0 | 23 | 10 | +13 | 7 |
| Kanada        | 5 | 3  | 1 | 1 | 18 | 13 | +5  | 7 |
| Svájc         | 5 | 3  | 0 | 2 | 19 | 10 | +9  | 6 |
| Lengyelország | 5 | 0  | 1 | 4 | 3  | 13 | –10 | 1 |
| Franciaország | 5 | 0  | 0 | 5 | 10 | 41 | –31 | 0 |

| 1988. február 14. | Svédország (SWE) | 13 – 2 (1–1, 9–1, 3–0) | Franciaország | Calgary |

|  |  |  |  |  |
|  |  |  |  |  |
|  |  |  |  |  |
|  |  |  |  |  |

| 1988. február 16. | Svédország (SWE) | 1 – 1 (0–0, 1–1, 0–0) | Lengyelország | Calgary |

|  |  |  |  |  |
|  |  |  |  |  |
|  |  |  |  |  |
|  |  |  |  |  |

| 1988. február 18. | Svédország (SWE) | 4 – 2 (3–0, 1–1, 0–1) | Svájc | Calgary |

|  |  |  |  |  |
|  |  |  |  |  |
|  |  |  |  |  |
|  |  |  |  |  |

| 1988. február 20. | Svédország (SWE) | 3 – 3 (1–0, 2–2, 0–1) | Finnország | Calgary |

|  |  |  |  |  |
|  |  |  |  |  |
|  |  |  |  |  |
|  |  |  |  |  |

| 1988. február 22. | Kanada (CAN) | 2 – 2 (1–1, 0–1, 1–0) | Svédország | Calgary |

|  |  |  |  |  |
|  |  |  |  |  |
|  |  |  |  |  |
|  |  |  |  |  |

Hatos döntő
| 1988. február 24. | Svédország (SWE) | 6 – 2 (0–1, 3–0, 3–1) | Csehszlovákia | Calgary |

|  |  |  |  |  |
|  |  |  |  |  |
|  |  |  |  |  |
|  |  |  |  |  |

| 1988. február 26. | Szovjetunió (URS) | 7 – 1 (4–0, 1–0, 2–1) | Svédország | Calgary |

|  |  |  |  |  |
|  |  |  |  |  |
|  |  |  |  |  |
|  |  |  |  |  |

| 1988. február 28. | Svédország (SWE) | 3 – 2 (0–1, 1–1, 2–0) | NSZK | Calgary |

|  |  |  |  |  |
|  |  |  |  |  |
|  |  |  |  |  |
|  |  |  |  |  |

Végeredmény
A táblázat tartalmazza
- az A csoportban lejátszott
  - Kanada – Finnország 1–3-as,
  - Svédország – Finnország 3–3-as,
  - Kanada – Svédország 2–2-es, valamint
- a B csoportban lejátszott
  - Csehszlovákia – NSZK 1–2-es,
  - Szovjetunió – NSZK 6–3-as és a
  - Szovjetunió – Csehszlovákia 6–1-es mérkőzés eredményeit is.

| Csapat        | M | Gy | D | V | G+ | G– | Gk  | P |
| ------------- | - | -- | - | - | -- | -- | --- | - |
| Szovjetunió   | 5 | 4  | 0 | 1 | 25 | 7  | +18 | 8 |
| Finnország    | 5 | 3  | 1 | 1 | 18 | 10 | +8  | 7 |
| Svédország    | 5 | 2  | 2 | 1 | 15 | 16 | –1  | 6 |
| Kanada        | 5 | 2  | 1 | 2 | 17 | 14 | +3  | 5 |
| NSZK          | 5 | 1  | 0 | 4 | 8  | 24 | –16 | 2 |
| Csehszlovákia | 5 | 1  | 0 | 4 | 12 | 22 | –10 | 2 |

| Csapat     | Helyezés |
| ---------- | -------- |
| Svédország |          |

## Műkorcsolya
| Versenyző        | Versenyszám  | Kötelező elemek   | Kötelező elemek | Kötelező elemek | Rövid program     | Rövid program | Rövid program | Kűr               | Kűr   | Kűr         | Összesítés         | Összesítés |
| Versenyző        | Versenyszám  | Több. hely. száma | Hely.           | Hely. pont.     | Több. hely. száma | Hely.         | Hely. pont.   | Több. hely. száma | Hely. | Hely. pont. | Helyezési pontszám | Helyezés   |
| ---------------- | ------------ | ----------------- | --------------- | --------------- | ----------------- | ------------- | ------------- | ----------------- | ----- | ----------- | ------------------ | ---------- |
| Peter Johansson  | Férfi egyéni | 6×23+             | 23.             | 13,8            | 5×22+             | 22.           | 8,8           | 9×24+             | 24.   | 24,0        | 46,6               | 24.        |
| Lotta Falkenbäck | Női egyéni   | 5×23+             | 25.             | 15,0            | 5×15+             | 13.           | 5,2           | 6×20+             | 21.   | 21,0        | 41,2               | 21.        |

## Sífutás
Férfi
| Versenyző                                             | Versenyszám     | Eredmény      | Helyezés      |
| ----------------------------------------------------- | --------------- | ------------- | ------------- |
| Christer Majbäck                                      | 15 km           | 42:58,6       | 11.           |
| Torgny Mogren                                         | 15 km           | 44:12,1       | 24.           |
| Torgny Mogren                                         | 30 km           | 1:27:55,7     | 11.           |
| Torgny Mogren                                         | 50 km           | 2:12:20,2     | 28.           |
| Jan Ottosson                                          | 15 km           | 43:18,1       | 16.           |
| Jan Ottosson                                          | 30 km           | 1:28:51,7     | 16.           |
| Jan Ottosson                                          | 50 km           | 2:07:34,8     | 6.            |
| Gunde Svan                                            | 15 km           | 43:07,3       | 13.           |
| Gunde Svan                                            | 30 km           | 1:27:30,8     | 10.           |
| Gunde Svan                                            | 50 km           | 2:04:30,9     |               |
| Thomas Wassberg                                       | 30 km           | 1:34:07,6     | 42.           |
| Thomas Wassberg                                       | 50 km           | nem ért célba | nem ért célba |
| Jan Ottosson Thomas Wassberg Gunde Svan Torgny Mogren | 4 × 10 km váltó | 1:43:58,6     |               |

Női
| Versenyző                                                          | Versenyszám    | Eredmény  | Helyezés |
| ------------------------------------------------------------------ | -------------- | --------- | -------- |
| Annika Dahlman                                                     | 10 km          | 32:31,4   | 28.      |
| Anna-Lena Fritzon                                                  | 5 km           | 15:55,6   | 17.      |
| Anna-Lena Fritzon                                                  | 10 km          | 31:19,3   | 13.      |
| Anna-Lena Fritzon                                                  | 20 km          | 58:37,4   | 9.       |
| Lis Frost                                                          | 20 km          | 59:59,6   | 21.      |
| Marie Johansson                                                    | 5 km           | 16:12,1   | 21.      |
| Karin Lamberg-Skog                                                 | 20 km          | 1:00:34,6 | 22.      |
| Karin Svingstedt                                                   | 5 km           | 16:15,0   | 23.      |
| Karin Svingstedt                                                   | 10 km          | 31:57,0   | 22.      |
| Marie-Helene Westin                                                | 5 km           | 15:28,9   | 7.       |
| Marie-Helene Westin                                                | 10 km          | 30:53,5   | 8.       |
| Marie-Helene Westin                                                | 20 km          | 58:39,4   | 10.      |
| Lis Frost Anna-Lena Fritzon Karin Lamberg-Skog Marie-Helene Westin | 4 × 5 km váltó | 1:02:24,9 | 6.       |

## Síugrás
| Versenyző                                                 | Versenyszám | 1. ugrás | 1. ugrás | 2. ugrás | 2. ugrás | Összesítés | Összesítés |
| Versenyző                                                 | Versenyszám | Pont     | Hely.    | Pont     | Hely.    | Pont       | Helyezés   |
| --------------------------------------------------------- | ----------- | -------- | -------- | -------- | -------- | ---------- | ---------- |
| Jan Boklöv                                                | Normálsánc  | 85,4     | 42.      | 92,4     | 15.      | 177,8      | 28.        |
| Jan Boklöv                                                | Nagysánc    | 99,5     | 17.      | 85,9     | 18.      | 185,4      | 18.        |
| Anders Daun                                               | Normálsánc  | 90,8     | 31.      | 88,4     | 25.**    | 179,2      | 27.        |
| Anders Daun                                               | Nagysánc    | 95,2     | 29.      | 87,9     | 16.      | 183,1      | 21.        |
| Per-Inge Tällberg                                         | Normálsánc  | 89,3     | 37.      | 84,9     | 38.      | 174,2      | 36.        |
| Per-Inge Tällberg                                         | Nagysánc    | 97,8     | 23.      | 84,0     | 22.      | 181,8      | 22.*       |
| Staffan Tällberg                                          | Normálsánc  | 99,9     | 16.*     | 98,2     | 6.       | 198,1      | 8.         |
| Staffan Tällberg                                          | Nagysánc    | 104,9    | 11.      | 91,7     | 9.*      | 196,6      | 8.         |
| Per-Inge Tällberg Anders Daun Jan Boklöv Staffan Tällberg | Csapat      | 268,2    | 7.       | 271,5    | 7.       | 539,7      | 7.         |

* - egy másik versenyzővel azonos eredményt ért el

** - két másik versenyzővel azonos eredményt ért el

## Szánkó
| Versenyző       | Versenyszám | 1. futam | 1. futam | 2. futam | 2. futam | 3. futam | 3. futam | 4. futam | 4. futam | Összesítés | Összesítés |
| Versenyző       | Versenyszám | Idő      | Hely.    | Idő      | Hely.    | Idő      | Hely.    | Idő      | Hely.    | Idő        | Helyezés   |
| --------------- | ----------- | -------- | -------- | -------- | -------- | -------- | -------- | -------- | -------- | ---------- | ---------- |
| Mikael Holm     | Férfi egyes | 47,409   | 21.      | 47,165   | 17.      | 47,423   | 19.      | 47,661   | 20.      | 3:09,658   | 20.        |
| Anders Näsström | Férfi egyes | 47,517   | 23.      | 47,931   | 28.      | 48,083   | 26.      | 48,191   | 27.      | 3:11,722   | 25.        |